# 坂本吉勝
坂本 吉勝（さかもと よしかつ、1906年3月27日 - 1989年1月25日）は、日本の弁護士。最高裁判所判事。東京都出身。

## 概要
1931年（昭和6年）11月に東北帝国大学在学中に高等文官試験司法科に合格し、翌1932年3月に同大学法文学部を卒業。同年10月に弁護士を登録して、第二東京弁護士会に所属。
戦時中は軍に召集されるも、終戦により復員。その後、閉鎖期間生理委員会法律室長や司法研修所民事教官を務めた。
1971年（昭和46年）12月7日に最高裁判事となる。就任の際には「大きな勉強をしたとか、積み重ねがあるわけではないので、懸命に微力を尽くすのみです」と話した。
1976年（昭和51年）3月に定年退官した。最高裁の柔軟時代を築いた一人だったが、定年退官をする頃にはその最後の一人になっていた。退官を伝える新聞では「旧人権派」、「ハト派」として表現されていた。